# Efect de recul
Efect de recul (titlu original: The Trigger Effect) este un film american thriller psihologic din 1996 regizat de David Koepp (debut regizoral). Rolurile principale au fost interpretate de actorii Kyle MacLachlan, Elisabeth Shue și Dermot Mulroney.  Filmul prezintă cum se prăbușește societatea umană în timpul unei pene de curent de durată în California de Sud. A fost lansat la 30 august 1996 și pe VHS în ianuarie 1997.

## Distribuție
- Kyle MacLachlan - Matthew
- Elisabeth Shue - Annie Kay
- Dermot Mulroney - Joe
- Bill Smitrovich - Steph
- Michael Rooker - Gary
- Richard T. Jones - Raymond
- Jack Noseworthy  - Prowler
- Richard Schiff - Gun shop clerk